# Farmacevtska oblika
Farmacevtska oblika (kratica: FO, angl. dosage form) je farmacevtskotehnološko izdelana oblika, ki načeloma vsebuje zdravilno učinkovino (kratica: ZU, angl. active ingredient) in eno ali več pomožnih snovi (kratica: PS, angl. excipient).  
Farmacevtska oblika je lahko, vendar mnogo redkeje, tudi brez pomožnih snovi (npr. enostavni praški) ali pa celo brez zdravilne učinkovine (npr. raztopine za izpiranje nosu, očesa, ušesa ali ust). 

## Osnove
Če farmacevtska oblika vsebuje enkratni odmerek zdravilne učinkovine, gre za enoodmerno farmacevtsko obliko (npr. tableta, svečka ali globula), če pa vsebuje večkratni odmerek, gre za večodmerno farmacevtsko obliko (npr. sirup, krema, mazilo ali gel).
Če je sestavljena iz ene enote, gre za enoenotno farmacevtsko obliko, če pa je sestavljena iz večjega števila enot farmacevtskih oblik (npr. iz prahov, zrnc ali pelet), govorimo o večenotni farmacevtski obliki.
V najpreprostejšem primeru lahko sama praškasta zdravilna učinkovina brez dodanih pomožnih snovi predstavlja farmacevtsko obliko – prašek (npr. dermalni prašek, peroralni prašek, prašek za injekcije ali infuzije, za uho ali prašek za inhaliranje). To so tako imenovani enostavni praški, medtem ko sestavljeni praški sestojijo iz zdravilne učinkovine (ali več njih) in pomožnih snovi. Vendar se danes praški zaradi nepriljubljenosti, neprijetnega jemanja in težav pri odmerjanju le še redko uporabljajo.
Poleg same zdravilne učinkovine je tudi farmacevtska oblika tista, ki je bistvenega pomena za učinkovitost in varnost zdravila. Odloča namreč o bistvenih lastnostih končnega zdravilnega pripravka (izdelavo, shranjevanje, rok uporabnosti, farmakokinetiko, mikrobiološko čistost, ovojnino ...).

## Razdelitev farmacevtskih oblik
Farmacevtske oblike se po Evropski farmakopeji razvrščajo v naslednje skupine, v celoti prevedene v slovenščino v Formulariumu Slovenicumu:
- Dermalni praški (posipala)
- Farmacevtske oblike pod tlakom
- Farmacevtske oblike za inhaliranje
  - farmacevtske oblike, ki se pretvorijo v paro
  - tekoče farmacevtske oblike za nebuliranje
  - odmerne farmacevtske oblike za inhaliranje pod tlakom
  - odmerne farmacevtske oblike za inhaliranje, ki niso pod tlakom
  - praški za inhaliranje
- Farmacevtske oblike za izpiranje
- Farmacevtske oblike za nos
  - kapljice za nos in tekoča pršila za nos
  - palčke za nos
  - poltrdne farmacevtske oblike za nos
  - praški za nos
  - tekočine za izpiranje nosu
- Farmacevtske oblike za oko
  - kapljice za oko
  - poltrdne farmacevtske oblike za oko
  - praški za kapljice za oko in raztopine za izpiranje očesa
  - raztopine za izpiranje očesa
  - vložki za oko
- Farmacevtske oblike za uho
  - kapljice in pršila za uho
  - poltrdne farmacevtske oblike za uho
  - praški za uho
  - tamponi za uho
  - tekočine za izpiranje ušesa
- Kapsule
  - gastrorezistentne kapsule
  - kapsule s prirejenim sproščanjem
  - mehke kapsule
  - škrobne kapsule
  - trde kapsule
- Oralne farmacevtske oblike
  - mukoadhezivne farmacevtske oblike
  - oralne kapljice, oralna pršila in podjezična pršila
  - oralne kapsule
  - oralne raztopine in oralne suspenzije
  - orodisperzibilni filmi
  - pastile in mehke pastile
  - podjezične tablete in bukalne tablete
  - poltrdne oralne farmacevtske oblike
  - raztopine za dlesni
  - raztopine za grgranje
  - stisnjene pastile
  - tekočine za izpiranje ust

- Palčke
- Parenteralne farmacevtske oblike
  - geli za injekcije
  - implantanti
  - infuzije
  - injekcije
  - koncentrati za raztopine za injiciranje ali infundiranje
  - praški za injekcije ali infuzije
- Peroralni praški
  - šumeči praški
- Poltrdne dermalne farmacevtske oblike
  - dermalni obliži
  - geli
    - hidrofilni geli/hidrogeli
    - lipofilni geli/oleogeli

  - kreme
    - hidrofilne kreme
    - lipofilne kreme

  - mazila
    - hidrofilna mazila
    - hidrofobna mazila
    - vodo emulgirajoča mazila

  - paste
  - vroči obkladki
  - zdravilni obliži
- Rektalne farmacevtske oblike
  - poltrdne rektalne farmacevtske oblike
  - praški in tablete za rektalne raztopine in suspenzije
  - rektalne kapsule
  - rektalne pene
  - rektalne raztopine, emulzije in suspenzije
  - rektalni tamponi
  - svečke
- Tablete
  - disperzibilne tablete
  - gastrorezistentne tablete
  - neobložene tablete
  - obložene tablete
  - orodisperzibilne tablete
  - peroralni liofilizati
  - šumeče tablete
  - tablete s prirejenim sproščanjem
  - tablete za peroralne raztopine
  - tablete za uporabo v ustih
- Tekoče dermalne farmacevtske oblike
  - dermalne pene
  - šamponi
- Tekoče peroralne farmacevtske oblike
  - peroralne kapljice
  - peroralne raztopine, emulzije in suspenzije
  - praški in zrnca za peroralne raztopine in suspenzije
  - praški in zrnca za sirupe
  - praški za peroralne kapljice
  - sirupi
- Transdermalni obliži
- Vaginalne farmacevtske oblike
  - poltrdne vaginalne farmacevtske oblike
  - tablete za vaginalne raztopine in suspenzije
  - vaginalne globule
  - vaginalne kapsule
  - vaginalne pene
  - vaginalne raztopine, emulzije in suspenzije
  - vaginalne tablete
  - zdravilni vaginalni tamponi
- Zdravilne pene
- Zdravilni tamponi
- Zdravilni žvečilni gumiji
- Zrnca

Pri zdravilih za uporabo v veterinarski medicini poznamo še naslednje skupine farmacevtskih oblik:
- Intramamarne farmacevtske oblike za uporabo v veterinarski medicini
- Intraruminalni sistemi
- Intrauterine farmacevtske oblike za uporabo v veterinarski medicini
  - intrauterine kapsule
  - intrauterine palčke
  - intrauterine pene
  - intrauterine raztopine, suspenzije in emulzije, koncentrati za intrauterine raztopine
  - intrauterine tablete
  - poltrdne intrauterine farmacevtske oblike
  - tablete za intrauterine raztopine in suspenzije
- Predmešanice za zdravilne krmne mešanice za uporabo v veterinarski medicini
- Tekoče dermalne farmacevtske oblike za uporabo v veterinarski medicini
  - dermalne pene
  - koncentrati za kopeli
  - kopeli za seske
  - kožni nanosi
  - kožni polivi
  - pršila
  - pršila za seske
  - šamponi
  - tekočine za umivanje vimena